# Truyền đạo Kitô ở Ba Lan

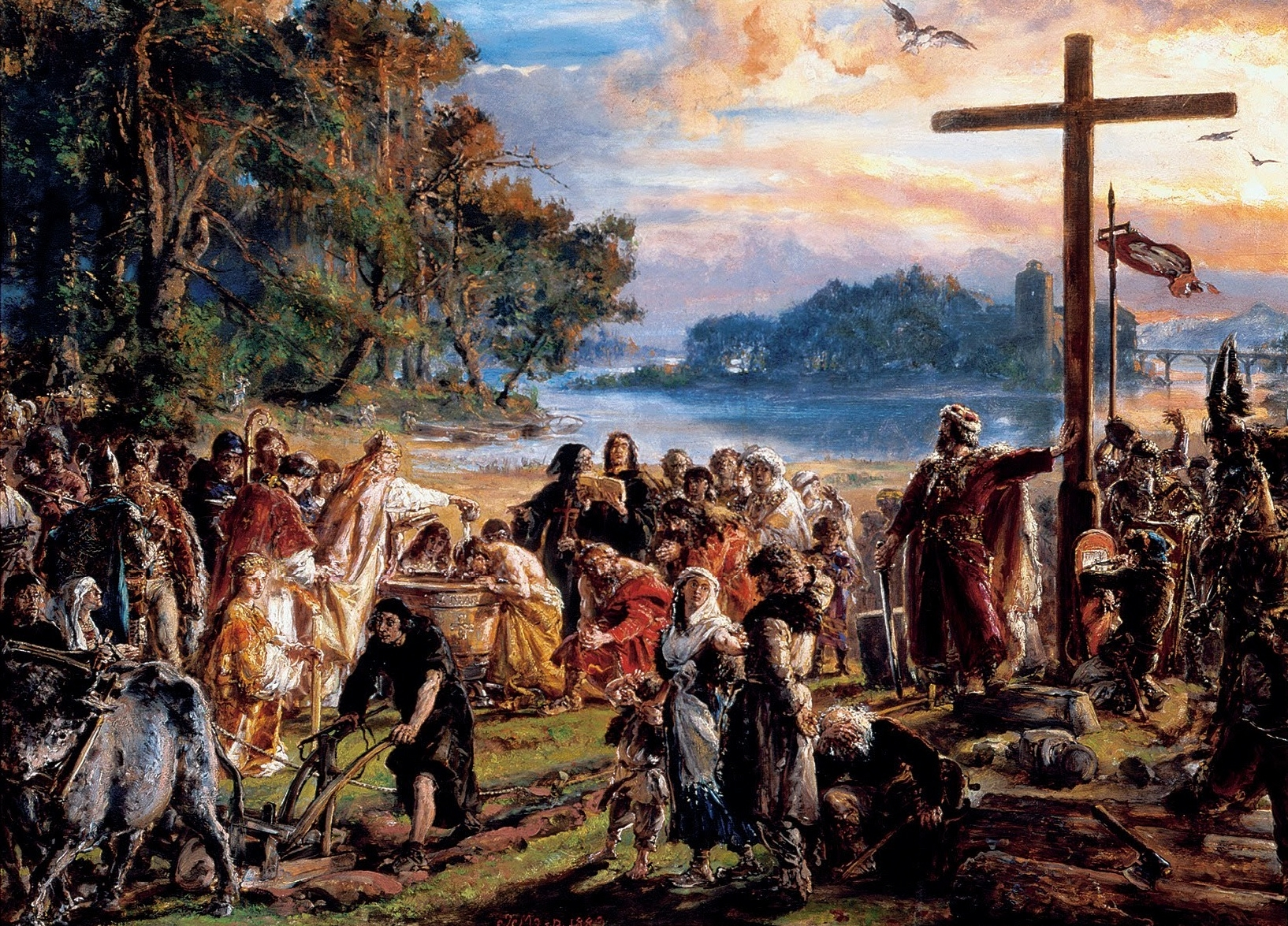
Truyền đạo Kitô ở Ba Lan năm 966 sau Công nguyên. của Jan Matejko

Truyền đạo Kitô ở Ba Lan (tiếng Ba Lan: chrystianizacja Polski) nói về việc đưa vào và sau đó phổ biến Tôn giáo tại Ba Lan. Động lực thúc đẩy của quá trình là lễ Rửa tội của Ba Lan (tiếng Ba Lan: chrzest Polski), lễ rửa tội cho cá nhân Mieszko I, người trị vì đầu tiên của nhà nước Ba Lan tương lai, và phần lớn quần thần của ông. Buổi lễ diễn ra tại Thứ bảy Tuần Thánh ngày 14 tháng 4 năm 966, mặc dù địa điểm chính xác vẫn còn gây tranh cãi giữa các nhà sử học, nhưng hai thành phố Poznań và Gniezno là có  khả năng cao nhất. Vợ của Mieszko, Dobrawa của Bohemia, thường được ghi nhận là người có ảnh hưởng lớn đến quyết định chấp nhận đạo Kitô của Mieszko.
Trong khi việc phổ biến Kitô giáo ở Ba Lan mất hàng thế kỷ để hoàn thành, thì quá trình truyền đạo ở Ba Lan cuối cùng cũng thành công khi mà trong vài thập kỷ, Ba Lan đã gia nhập hàng ngũ các nhà nước được thành lập của Châu Âu được giáo hoàng và Đế quốc La Mã Thần thánh công nhận. Theo các sử gia, lễ rửa tội cho Ba Lan đánh dấu sự khởi đầu của nhà nước Ba Lan. Tuy vậy, việc truyền đạo Kitô là một quá trình lâu dài và gian khổ khi mà đa số người dân Ba Lan vẫn còn là ngoại đạo cho đến khi có phản kháng của người ngoại đạo trong những năm 1030.

## Bối cảnh

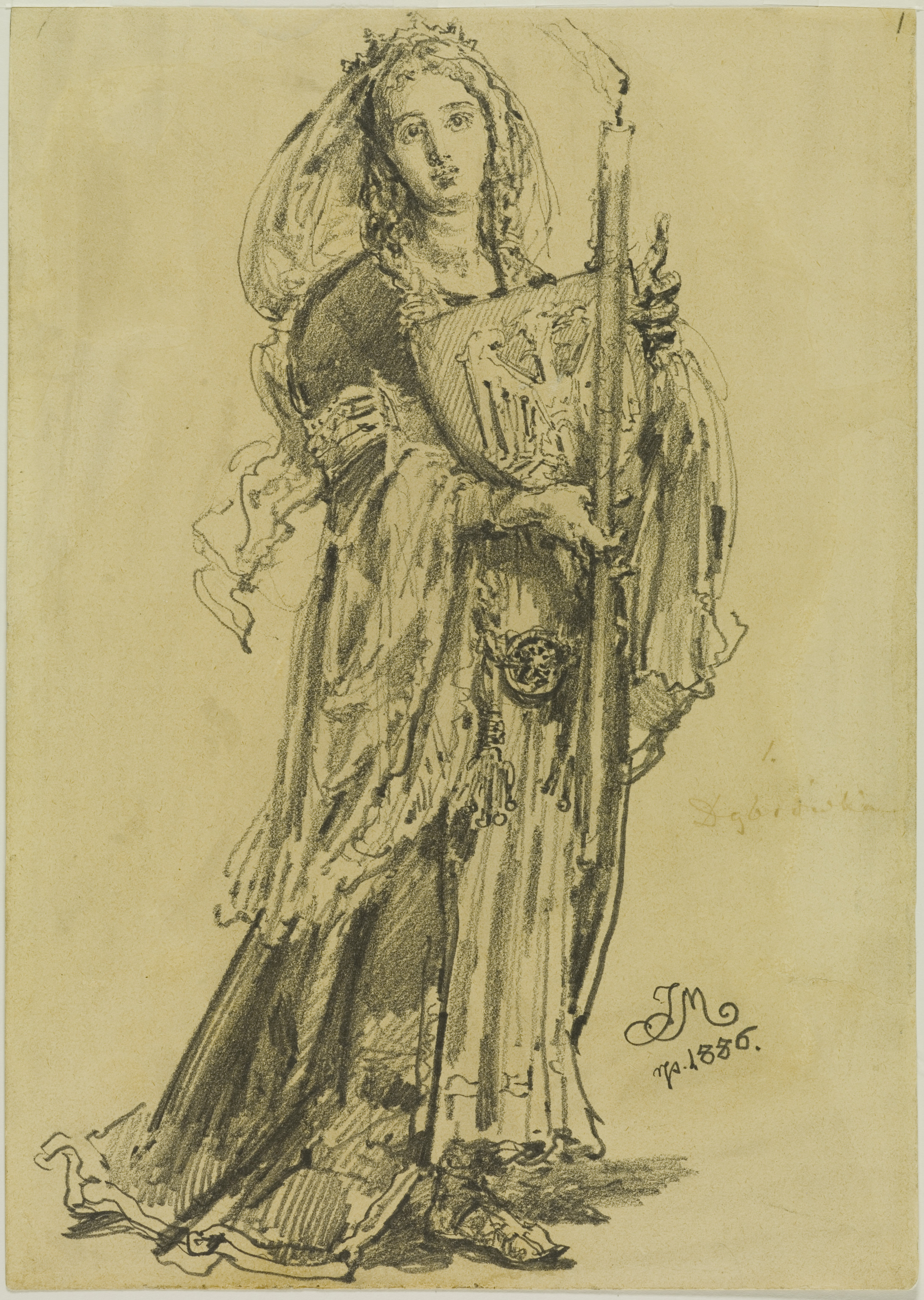
Dobrawa, vợ của Mieszko là người đóng vai trò chính trong việc chuyển sang Kitô giáo của Ba Lan.

Trước khi chấp nhận Kitô giáo như Ba Lan hiện nay, có khá nhiều các bộ lạc Pagan giáo tại đây. Svetovid là một trong số những vị thần ngoại đạo được thờ phụng phổ biến nhất ở Ba Lan. Kitô giáo đã đến vào khoảng cuối thế kỷ 9, có thể là trong khoảng thời gian khi bộ lạc Vistulan gặp được nghi thức Kitô giáo khi giao dịch với láng giềng của mình là nhà nước Đại Moravia (Bohemian).
Ảnh hưởng của văn hoá Moravia đóng vai trò quan trọng trong việc phổ biến Kitô giáo trên đất Ba Lan và sau đó là chấp nhận tôn giáo này. Theo ý kiến của Davies, việc truyền đạo Kitô ở Ba Lan thông qua liên minh Czech–Ba Lan, đại diện cho một lựa chọn có ý thức của phía những người trị vì Ba Lan để liên kết họ với nhà nước Czech hơn là với Đức. Theo cách tương tự, trong một số đấu tranh chính trị sau đó có liên của Giáo hội Ba Lan, họ từ chối phụ thuộc dưới quyền vào hệ thống phân cấp của Đức và thay vào đó là trực tiếp dưới quyền của Vatican.

### Lễ rửa tội

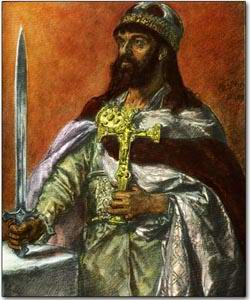
Mieszko I của Ba Lan, người trị vì đầu tiên của Ba Lan theo Kitô giáo. Miêu tả của Jan Matejko như đang cầm một cây thánh giá, ngầm liên tưởng đến Lễ rửa tội của Ba Lan.

"Lễ rửa tội của Ba Lan" nói đến buổi lễ khi người trị vì đầu tiên của nhà nước Ba Lan, Mieszko I của Ba Lan và đa phần quần thần của ông chuyển sang Kitô giáo. Vợ của Mieszko, Dobrawa của Bohemia, là một tín đồ Kitô  nhiệt tâm, đóng vai trò lớn trong việc thúc đẩy Kitô giáo ở Ba Lan, và có thể đã có ảnh hưởng lớn trong việc cải đạo của Mieszko.
Địa điểm chính xác làm lễ rửa tội cho  Mieszko hiện vẫn gây tranh cãi; đa số các nhà sử học lập luận rằng Gniezno hay Poznań là những nơi khả thi nhất. Tuy nhiên, các sử gia khác đề xuất các địa điểm có nhiều khả năng như Ostrów Lednicki, hoặc thậm chí là ở Regensburg, Đức. Ngày rửa tội cho Mieszko I là Thứ bảy Tuần Thánh ngày 14 tháng 4 năm 966.
Buổi lễ được tiến hành sau một tuần học giáo lý vấn đáp và vài ngày ăn chay. Nghi lễ thực tế gồm việc tưới nước qua các nhóm nam nữ tách biệt, mặc dù có thể thay vào đó là việc người đứng đầu của họ đã được ngâm mình vào nước, và được xức với dầu thánh.

### Truyền đạo Kitô ở Ba Lan
Sứ mệnh rửa tội bắt đầu ở hai thành phố lớn là Gniezno và Poznań vời lễ rửa tội cho Mieszko và quần thần khắp đất nước. Trong thế kỷ 10 và 11, các tổ chức Giáo hội khác nhau cũng đã được thành lập ở Ba Lan. Bao gồm nhiều công trình xây dựng nhà thờ và bổ nhiệm giới tu sĩ. Giám mục của Ba Lan đầu tiên, Jordan đã được bổ nhiệm bởi Giáo hoàng Gioan XIII vào năm 968. Con trai của Mieszko là Bolesław I Dũng cảm đã ủng hộ các sứ mệnh truyền đạo Kitô ở những vùng đất láng giềng, đáng chú ý là sứ mệnh của Thánh Adalbert của Praha tương lai đến Phổ cũ, và thành lập Tổng giáo phận Công giáo La Mã Gniezno vào năm 1000.
Dù cho ban đầu, Kitô giáo là tôn giáo "không phổ biến và xa lạ", việc rửa tội cho Mieszko tuy có ảnh hưởng rất lớn  nhưng vẫn cần sức ép từ phía nhà nước, và gặp phải một vài phe đối lập phổ biến, bao gồm một cuộc nổi dậy ở những năm 1030 (đặc biệt mạnh mẽ trong những năm 1035–1037). Tuy nhiên, ở thời điểm đó, Ba Lan đã có được sự công nhận của cả giáo hoàng lẫn Đế quốc La Mã Thần thánh như là một nhà nước Châu Âu riêng biệt.
Trong số các tỉnh của Ba Lan ngày nay, việc truyền bá Kitô giáo diễn ra chậm nhất ở Pomerania, nơi có được lượng tín đồ đáng kể chỉ từ sau thế kỷ 12. Ban đầu, các tu sĩ đến từ những nước Kitô ở Tây Âu; các giáo sĩ Ba Lan mất ba đến bốn thế hệ để nổi lên, và được hỗ trợ từ các tu viện và thầy tu, giới giáo sĩ phát triển lớn mạnh và trở nên phổ biến ở thế kỷ 12. Đến thế kỷ 13, Công giáo Rôma trở thành tôn giáo thống trị khắp Ba Lan.
Bằng việc chấp nhận Kitô giáo là quốc giáo, Mieszko tìm các đạt được một vài mục tiêu cá nhân. Ông coi việc rửa tội cho Ba Lan là cách củng cố việc cầm quyền của mình, cũng như là cách dùng để tập hợp sức mạnh của người dân Ba Lan. Kitô giáo thay thế một vài giáo phải nhỏ hơn bằng một tôn giáo tập trung hơn, liên kết rõ ràng với triều đình. Tôn giáo này cũng nâng vị thế và sự tôn trộng đối với nhà nước Ba Lan trên trường Châu Âu và quốc tế. Nhà thờ cũng chung tay để củng cố uy quyền của quốc vương, và mang lại nhiều kinh nghiệm cho Ba Lan trong việc quản lý nhà nước. Cho nên, tổ chức Giáo hội ủng hộ nhà nước, và đổi lại, các giám mục nhận được các chức danh quan trọng trong chính phủ (ở kỷ nguyên sau đó, họ là các thành viên của Thượng viện Ba Lan).

## Lễ kỷ niệm một nghìn năm vào năm 1966

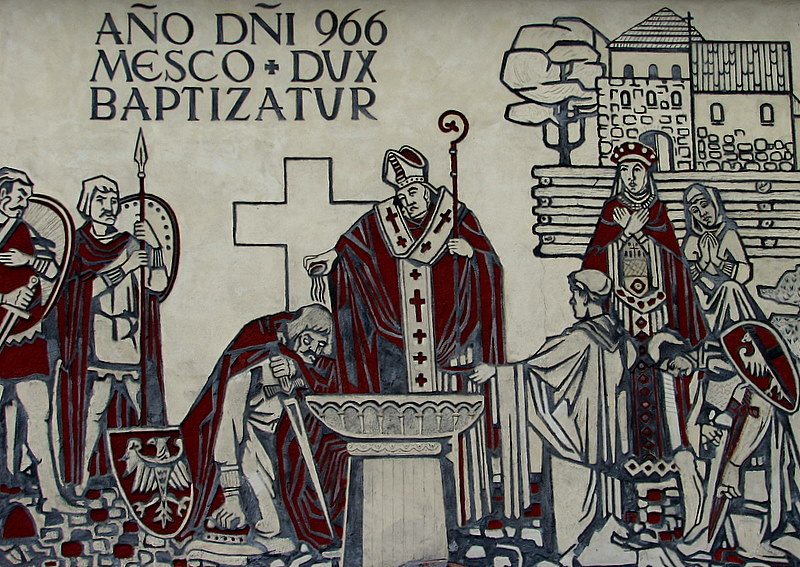
Bích họa đương đại ở Gniezno tưởng nhớ đến lễ rửa tội của Ba Lan.

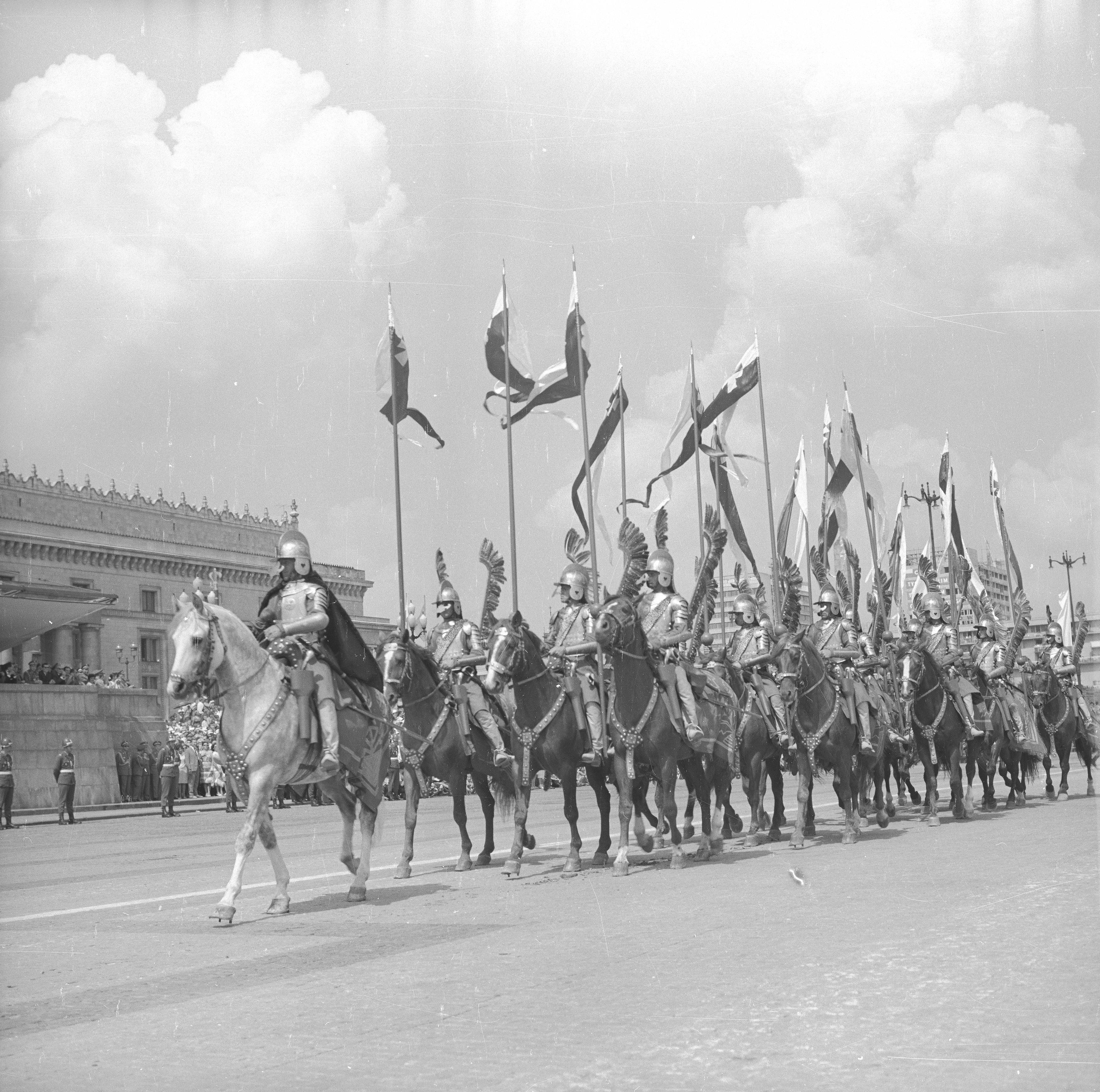
Nghi thức kỵ binh trong lễ diễu hành năm 1966.

Công tác chuẩn bị cho buổi lễ kỷ niệm một nghìn năm bắt đầu với Great Novena năm 1957 đánh dấu quá trình chín năm ăn kiêng và cầu nguyện. Năm In 1966, Cộng hòa Nhân dân Ba Lan chứng kiến các sự kiện lễ hội lớn nhân kỷ niệm 1,000 năm với việc Giáo hội tổ chức lễ kỷ niệm 1,000 năm Truyền đạo Kitô ở Ba Lan trong khi chính phủ cộng sản đã tổ chức 1,000 years ly giáo của Nhà nước Ba Lan, đỉnh điểm là hai lần từ chối cho phép Giáo hoàng Phaolô VI thăm Ba Lan vào năm đó. Mong muốn của Đảng Cộng sản là tách tôn giáo khỏi nhà nước, đã khiến các lễ hội trở thành một cuộc xung đột văn hóa giữa nhà nước và Giáo hội. Khi Giáo hội tập trung vào các khía cạnh tôn giáo, giáo hội của lễ rửa tội với các khẩu hiệu (bằng tiếng Latinh) như Sacrum Poloniae Millenium (Thiên niên kỷ thiêng liêng của Ba Lan), thì Đảng Cộng sản lại áp đặt các lễ hội như một việc làm ly giáo, kỷ niệm mang tính chính trị của việc thành lập nhà nước Ba Lan với các khẩu hiệu (bằng tiếng Ba Lan) như Tysiąclecie Państwa Polskiego (Một nghìn năm Nhà nước Ba Lan). Như Norman Davies đã nêu, cả Giáo hội và Đảng cộng sản đều "cạnh tranh, loại trừ lẫn nhau trong việc diễn giải ý nghĩa quan trọng của lễ rửa tội cho Ba Lan."
Ngày 30 tháng 7 năm 1966, Cục Chế bản và In ấn Mỹ (BEP) đã ban hành 128,475,000 con tem kỷ niệm một nghìn năm truyền đạo Kitô vào Ba Lan.
Một lễ diễu hành kỷ niệm đã được tổ chức phía trước Tháp Văn hóa và Khoa học tại Quảng trường diễu hành, Warsaw vào ngày 22 tháng 7, trùng với lễ kỷ niệm thường niên Ngày Tái sinh Ba Lan (được chọn nhân ngày kỷ niệm ký kết Bản tuyên ngôn PKWN). Buổi lễ có sự tham dự của Władysław Gomułka, người sau đó trở thành Bí thư thứ nhất của Đảng Công nhân Thống nhất Ba Lan và các thành viên của PUWP và Hội đồng Nhà nước Ba Lan. Người duyệt binh là Nguyên soái Ba Lan Marian Spychalski, chỉ huy buổi lễ là người đứng đầu Quân khu Warszawa Thiếu tướng Czesław Waryszak (1919-1979). Lực lượng Quân đội Nhân dân Ba Lan tham gia diễu hành có các đơn vị như Đại diện Vệ binh Danh dự của LWP, Quân nhạc của LWP (do Colonel Lisztok chỉ huy) và học viên của các học viện quân sự và các đơn vị nghi lễ khác mặc quân phục lịch sử Ba Lan dưới Triều đại Piast. Ngày nay, buổi diễu hành đó được xem là buổi diễu binh lớn nhất trong lịch sử Ba Lan.